# إلجين (إلينوي)
إلجين (بالإنجليزية: Elgin)‏ هي مدينة تقع في مقاطعة كين، ومقاطعة كوك بولاية إلينوي في الولايات المتحدة. تأسست عام 1854، وبلغ عدد سكانها 109927 نسمة في عام 2012 حسب إحصاء مكتب تعداد الولايات المتحدة .

## أعلام
- سبنسر ويشارت
- برايان أولدفيلد
- إدي هيغينز
- بروس بوكسليتنر
- شارلن بارنت
- بيل موريارتي
- ديفد أوتونغا
- تشاك كاسل
- دونيلا ميدوز
- بيتر فيتزجيرالد

## وصلات خارجية
- cityofelgin.org